# Lascaris
I Lascaris o Lascaridi (in greco Λάσκαρις?, al maschile, e Λασκαρίνα, al femminile) furono una dinastia nobiliare greca che scalò il potere nell'Impero bizantino. Grazie alla loro importanza militare, arrivarono fino a regnare dal 1204 al 1261 sull'Impero di Nicea, diretto successore dell'Impero bizantino, e benché rimpiazzati dai Paleologi in occasione della riconquista di Costantinopoli, furono di fatto una delle famiglie più importanti dell'impero, fino alla sua caduta il 29 maggio 1453. A seguito di questo avvenimento, i Lascaris si sparpagliarono un po' dappertutto in Europa: un ramo della famiglia s'insediò a Tenda, nelle Alpi Marittime, alla frontiera tra la Francia e l'Italia attuali, dove fondò la Contea di Tenda.
Per Giorgio Pachimere (in greco Γεώργιος Παχυμέρης?) (1242 - verso il 1310), storico bizantino e autore di diverse opere, li si chiamava anche Tzamantouros (Τζαμάντουρος).

## Lascaridi imperatori di Nicea
- 1204: Costantino XI Lascaris
- 1204-1222: Teodoro I Lascaris
- 1222-1254: Giovanni III Ducas Vatatze
- 1254-1258: Teodoro II Lascaris
- 1258-1261: Giovanni IV Lascaris

## Altri personaggi storici
- Eudossia Lascaris (1248 – 1311)
- Beatrice di Tenda (1372 – 1418)
- Filippo Lascaris
- Costantino Lascaris, grammatico bizantino
- Giano Lascaris, studioso bizantino